# Fractura de Maisonneuve
La fractura de Maisonneuve es una fractura espiroídea del tercio proximal del peroné asociado a una disrupción de la sindesmosis tibiofibular distal y de la membrana interósea. Está asociada a fracturas del maleolo medial o a ruptura del ligamento deltoideo profundo. La lesión es de difícil diagnóstico, necesitando realizar una búsqueda dirigida a la hora de examinar las radiografías. La fractura se llama así en honor al cirujano Jules Germain Francois Maisonneuve. Existen pocos casos registrados de este tipo de lesión.

## Tratamiento
Debido al alto grado de inestabilidad en la articulación tibiofibular distal, en general, su tratamiento es quirúrgico.
- Datos: Q1458084
- Multimedia: Maisonneuve fracture / Q1458084